# Bejrút
Bejrút (arabsky بيروت‎ Bajrút) je hlavní a největší město Libanonské republiky. Podle odhadů z roku 2014 žilo v Bejrútu a přiléhajících městech (v aglomeraci) 2,332 mil. obyvatel. V současnosti by tento počet odpovídal zhruba jedné čtvrtině všech obyvatel Libanonu (včetně 1,7 milionu uprchlíků ze sousední Sýrie). V samotném Bejrútu, který se nachází na poloostrově v Středozemním moři, žije přes 361,4 tisíc obyvatel, zástavba bejrútských předměstí se však rozpíná na pobřeží od Mezinárodního letiště Rafíka Harírího až po historické městečko Byblos.
Jedná se o jedno z nejstarších hlavních měst a nejstarších měst na světě vůbec. Trvale je obýváno přibližně 5 tisíc let, první zmínka o Bejrútu, která byla nalezena při vykopávkách v Egyptě, pochází z 15. století před naším letopočtem.
Bejrút hraje klíčovou roli v rámci libanonské ekonomiky. Většina tuzemských a zahraničních bank, obchodních společností a dalších podniků sídlí v Bejrútu. Město je nazýváno „Paříž Blízkého východu“, avšak ke konci 20. století jej sužovala občanská válka, během které bylo město do značné míry zničeno. Od konce této války však probíhala rozsáhlá rekonstrukce města, na kterou finančně přispěly arabské státy a tamější a jiní soukromí investoři i z řad libanonských emigrantů.
I přes problémy války je dnes Bejrút navštěvovaným městem. Město patří mezi velmi globalizovaná města s mezinárodním významem. Patří též mezi vyhledávané destinace turistů z jiných arabských zemí, jelikož je Bejrút a celý Libanon na rozdíl od ostatních arabských zemí poměrně liberální. Město samotné se dělí na převážně muslimský západní Bejrút a křesťanský východní Bejrút, zatímco jeho předměstí jsou převážně křesťanská.

## Historie

### Fénické období
Původní název města zněl Bêrūt – česky „Studně“. Tento název mu dali Féničané a to už v dobách 15. století př. n. l. Ve starověku byl také znám pod názvem Berytus, na tento název přišli archeologové v roce 1934. Roku 140 př. n. l. město obsadil a později zničil Diodotus Tryfon, král tehdejší Sýrie a Seleukovské říše. Poté bylo město přestavěno v helénském stylu a přejmenováno na Laodicea, na počest seleukovské královny. Dnešní město se rozkládá na místě právě tohoto starého. Proto se také přímo v centru Bejrútu nacházejí archeologická naleziště, na kterých bylo možno pracovat až po ukončení občanské války v roce 1991. Díky průzkumu se zjistilo, že některé současné ulice kopírují tvar těch starověkých.

### Římské období
V této době zde existovala velmi významná právnická škola, a to i za dob císaře Justiniána, tedy po pádu Západořímské říše. V Byzantské říši se stala jednou ze tří oficiálních právnických škol (roku 553). Přesto o dalších 20 let později musela být přestěhována do Sidonu, protože Beirút postihlo silné zemětřesení.

### Arabské a turecké období
V roce 635 padlo město do rukou Arabům. Přesto svůj význam jako centrum východního středomoří nezískalo, bylo totiž zastíněno městem Akko, jehož rozvoj byl větší.
Mezi lety 1110 a 1291 Bejrút obsadila vojska křížových výprav. Poté se ho zmocnili drúzští emírové. Jedním z nejdůležitějších byl Fakr ed-Din Maan II., který postavil kolem města silné opevnění.
Roku 1763 se městu podařilo stát se konečně centrem Východního středomoří, protože v Akku propukly nepokoje. Během doby, kdy byl Bejrút pod nadvládou různých pašů, počet obyvatel prudce klesl, z kvetoucího obchodního města se stalo městečko s pouhými 10 000 obyvateli. Až rok 1888 přinesl zvrat. Město se stalo centrem Vilájetu Sýrie (turecké Syrské provincie), což odstartovalo hospodářský i obchodní růst. Vznikly vztahy s Evropou a Spojenými státy. Po masakru křesťanů roku 1860 tu byla zintenzivněna činnost západních misionářů. Snaha obrátit ke křesťanství další místní obyvatele však skončila neúspěchem. Jediný z výsledků práce amerických misionářů, který se ujal, byl nový systém škol. Vznikla Syrská protestantská univerzita, která se později přeměnila v Americkou Bejrútskou univerzitu. Díky těmto školám se tu koncem 19. století objevila i arabská inteligence. Angličtí a francouzští inženýři zde stavěli moderní stavby (přístav v roce 1894, železnice Bejrút – Damašek – Halab v roce 1907). Zboží se vyváželo většinou do Francie, ve městě postupně rostl francouzský vliv.

### Moderní období
Po pádu Osmanské říše po 1. světové válce se města zmocnili Francouzi. Ti velmi podporovali komunitu maronitských křesťanů a zajistili mírný rozvoj.
Po 2. světové válce vyhlásil Libanon nezávislost s Bejrútem jako svým hlavním městem. Až do roku 1975, kdy vypukla občanská válka, se městu říkalo „Paříž blízkého východu“, kdy stále zůstávalo centrem arabské inteligence, obchodu a turismu.

### Období občanské války
V této době se město rozdělilo. Křesťané na východě se s muslimy v západní části Bejrútu oddělili Zelenou linii, vedoucí přes náměstí Mučedníků (Place des Martyrs) v samotném centru města. Toto rozdělení pomyslně funguje dodnes.
V této době bylo město na mnoha místech do značné míry zničeno. V centru zůstaly sutiny obchodních domů a administrativních budov.

### Poválečné období
V roce 1991 byl podepsán mír. I 20 let po válce jsou pozůstatky zničení v období občanské války stále vidět. Centrum je sice opravené, ale v létě roku 2006 v druhé libanonské válce byly Izraelem bombardovány jižní čtvrtě ovládané Hizballáhem.
Časté jsou také atentáty na významné politické osobnosti. Ten nejvýznamnější se odehrál v únoru roku 2005, byl to atentát na bývalého premiéra Rafíka Harírího v západním Bejrútu u hotelu St. George. Tento akt vedl k tzv. Cedrové revoluci a stažení syrských vojsk z Libanonu.

### Výbuch v srpnu 2020

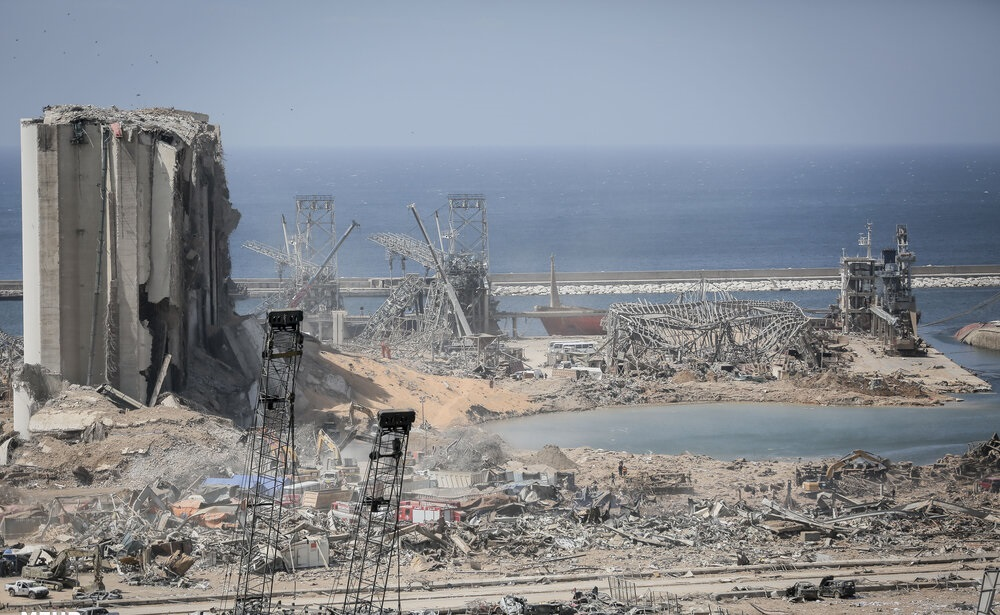
epicentrum výbuchu

V úterý dne 4. srpna 2020, 15:08:18 UTC (18:08:18 místního času), došlo v oblasti bejrútského hlavního přístavu k výbuchu velkého skladu s potenciálně výbušnou látkou. Jednalo se o dusičnan amonný v množství 2750 tun. Tato chemikálie, dovezená z Gruzie, tam byla nekontrolovaně a neodborně skladována již od roku 2013. Zcela náhle došlo ke dvěma detonacím. Při větším druhém výbuchu vznikl ohnivý mrak, posléze mrak v podobě hřibu, který se valil na město. Vyvinula se velmi silná tlaková vlna, která zničila celé okolí včetně samotného přístavu. Značně nebo zcela poškodila mnoho domů ve městě, mj. vyrazila okna a dveře i ve vzdálenosti až 10 i více kilometrů. V okruhu několika kilometrů vmetávala stěny dovnitř budov. Jednalo se o jednu z nejsilnějších nejaderných explozí způsobených lidmi. Výbuch byl slyšet až v Nikosii na Kypru, 240 kilometrů vzdálené, síla otřesu byla odhadnuta na 3,3 Richterovy stupnice. Zemřelo 135 lidí a zraněno kolem 4000 osob, další početní lidé byli pohřešováni.
Mezinárodní společenství okamžitě nabídlo Libanonu a městu Bejrút rozsáhlou humanitární a materiální pomoc a začalo ji neprodleně poskytovat.

## Významné stavby
- Univerzity
  - Americká Bejrútská univerzita
  - Americká Libanonská univerzita
  - Univerzita sv. Josefa
- Kasina
  - Casino du Liban
- Muzea
  - Národní muzeum
  - Sursockovo muzeum

## Partnerská města
- Athény, Řecko
- Buenos Aires, Argentina
- Brest, Francie
- Dubaj, Spojené arabské emiráty
- Štrasburk, Francie
- Lyon, Francie
- Marseille, Francie
- Jerevan, Arménie
- Karáčí, Pákistán
- Florencie, Itálie
- São Paulo, Brazílie
- Damašek, Sýrie
- Moskva, Rusko
- Québec, Kanada
- Bagdád, Irák
- Ammán, Jordánsko
- Kuvajt, Kuvajt
- Nikósie, Kypr
- Los Angeles, Kalifornie, USA
- Istanbul, Turecko
- Káhira, Egypt
- Split, Chorvatsko
- Záhřeb, Chorvatsko
- Bogotá, Kolumbie
- Isfahán, Írán

## Slavní rodáci
- Elias Khoury (* 1948), libanonský spisovatel[4]
- Gabriel Yared (* 1949), libanonsko-francouzský hudební skladatel, autor filmové hudby[5]
- Gebran Tueni (1957–2005), libanonský politik a novinář, prominentní kritik Sýrie, zavražděn při bombovém útoku[6][7]
- Paul Mazzolini (* 1960), italský zpěvák[8]
- Keanu Reeves (* 1964), kanadský herec[9]
- Elie Saab (* 1964), libanonský módní návrhář[10]
- Ardem Patapoutian (* 1967), arménsko-americký molekulární biolog, nositel Nobelovy ceny za fyziologii a lékařství za rok 2021[11]
- MoTrip (* 1988), německo-libanonský rapper[12]
- John Dolmayan (* 1972), bubeník metalové kapely System of a Down[13]
- Fares Fares (* 1973), švédsko-libanonský herec[14]
- Amal Clooney (* 1978), libanonsko-britská právnička a politická aktivistka[15]
- Michael Malarkey (* 1983), britsko-americký herec a zpěvák[16]
- Mika (* 1983), britský zpěvák libanonsko-amerického původu[17]
- Razane Jammal (* 1987), libanonská herečka[18]
- Mia Khalifa (* 1993), bývalá americko-libanonská pornoherečka[19]